# Arotech
La corporación Arotech es una empresa de productos y servicios de defensa y seguridad. Diseña y produce blindajes para vehículos aéreos y terrestres, militares y no militares; proporciona simulación interactiva para militares, aplicación de la ley, mercados comerciales, construye baterías y sistemas de carga para vehículos militares. Arotech funciona a través de dos divisiones comerciales principales: simulación interactiva para el mercado militar, aplicación de la ley, mercados comerciales, baterías y sistemas de energía para el ejército. Arotech fue incorporada en Delaware, cuenta con oficinas corporativas en Ann Arbor, en Míchigan, y con filiales de investigación, desarrollo e innovación en Míchigan, en Carolina del Sur y en Israel. La empresa Raytheon sigue siendo el principal competidor de Arotech en la defensa, la seguridad nacional y los otros mercados gubernamentales.

## División de sistemas de armamento
Arotech ha proporcionado un blindaje protector para el C-17 Globemaster III de Boeing. En 2004, la corporación Arotech adquirió la empresa fabricante de blindaje para aeronaves Armour of America. La división de armamento de Arotech produce vehículos blindados para la seguridad nacional, y para las agencias gubernamentales. Posee instalaciones de fabricación en Auburn, Alabama, y en Lod, en Eretz Israel. La compañía ha diseñado el blindaje para más de 30 tipos de vehículos, incluidos vehículos militares, helicópteros y aviones de transporte, entre ellos cabe señalar a los siguientes:
- Avión Boeing C-17 Globemaster III
- Avión De Havilland Canada DHC-4 Caribou
- Avión Lockheed C-130 Hercules
- Avión Lockheed P-3 Orion
- Camión militar M939
- Helicóptero Bell 204/205
- Helicóptero Boeing CH-47 Chinook
- Helicóptero Mil Mi-8
- Helicóptero Sikorsky UH-60 Black Hawk[3]
- Vehículo todoterreno Humvee 4x4

## Programas de simulación de entrenamiento militar
La división de entrenamiento y simulación de Arotech produce y comercializa soluciones avanzadas e interactivas de alta tecnología para simulaciones de ingeniería, uso de la fuerza, y entrenamiento de conductores para personal militar, policial, de seguridad, municipal y privado. La división también ofrece software de apoyo para la toma de decisiones del piloto para los aviones F-15 Strike Eagle, F-16 Fighting Falcon, F-18 Hornet, F-22 Raptor y F-35 Lightning II, así como modelos de simulación para el entrenamiento de combate aéreo TACTS/ACMI. La división de simulación de Arotech ha obtenido contratos federales de la Oficina Federal de Investigación (el FBI), la Administración para el Control de Drogas (la DEA), y el Departamento de Salud y Servicios Sociales de los Estados Unidos (HHS).